# Ochropleura stentzi
Ochropleura stentzi är en fjärilsart som beskrevs av Lederer 1853. Ochropleura stentzi ingår i släktet Ochropleura och familjen nattflyn. Inga underarter finns listade i Catalogue of Life.